# Michael Jakosits
Michael Jakosits (n. 21 ianuarie 1970, Homburg, Republica Federală Germania, Germania) este un trăgător de tir ce a reprezentat Germania, medaliat olimpic. A participat la 4 ediții ale Jocurilor Olimpice (1992, 1996, 2000, 2004) în care a câștigat o medalie de aur.